# Honda Indy Toronto 2012
Das Honda Indy Toronto 2012 fand am 8. Juli in den Streets of Toronto in Toronto, Ontario, Kanada statt und war das zehnte Rennen der IndyCar-Series-Saison 2012.

## Berichte

### Hintergrund
Nach dem Iowa Corn Indy 250 führte Will Power in der Fahrerwertung mit 3 Punkten vor Ryan Hunter-Reay und mit 15 Punkten vor Scott Dixon. Bei den Motorenherstellern führte Chevrolet mit 9 Punkten vor Honda und mit 36 Punkten vor Lotus.
Zu diesem Indy wurde der sogenannte Push-To-Pass-Button wieder eingeführt. Er wurde ab diesem Rennen bei allen Nicht-Ovalrennen eingesetzt. Der Ladedruck der Turbo-Motoren beträgt ab diesem Rennen 1,5 bar. Mit dem Push-To-Pass-Button können die Piloten für einen kurzen Zeitraum den Ladedruck der Turbo-Motoren um 0,1 bar erhöhen.
Lotus setzte ab diesem Rennwochenende einen neuen Motor ein. IndyCar erlaubte zuvor allen Herstellern, die zur Mitte oder zum Ende der Saison mindestens 2,5 Prozent hinter der Konkurrenz lagen, ihren Motor nachzubessern und neu homologieren zu lassen. Lotus modifiziert seinen Motor zu diesem Rennen sowie zu den Rennen in Sonoma und Baltimore. Simona de Silvestro absolvierte aus diesem Grund vor diesem Rennen Testfahrten in Lexington.
Sébastien Bourdais übernahm planmäßig das Dragon-Cockpit von Katherine Legge.
Mit Dario Franchitti (dreimal), Power (zweimal), Bourdais, Justin Wilson und Hunter-Reay (je einmal) traten fünf ehemalige Sieger zu diesem Indy an.

### Training
Im ersten Training gab es zwei Unterbrechungen und die Trainingssitzung wurde um 15 Minuten verlängert. Nachdem Josef Newgarden mit Benzindruckproblemen liegen geblieben war, wurde das Training unterbrochen und alle Piloten fuhren an die Box. Dabei blieb Wilson im ersten Gang stecken und traf den Heckbereich von Bourdais Fahrzeug. Dabei wurden vier Mechaniker (drei von Dragon Racing, einer vom Dale Coyne Racing), die an dem Auto arbeiteten, verletzt und ins Krankenhaus eingeliefert. Keine Person zog sich ernsthafte Verletzungen zu. Alle Mechaniker wurden innerhalb eines Tages wieder aus dem Krankenhaus entlassen. Das Training wurde für etwa 25 Minuten unterbrochen. Am Ende der Trainingssitzung wich Wilson in Kurve 8 dem sich drehenden Alex Tagliani aus und schlug in die Reifenstapel ein, was zu einer weiteren Unterbrechung führte. Franchitti war der schnellste Pilot vor seinem Teamkollegen Dixon und Simon Pagenaud.
Im zweiten Training behielt Franchitti die Führung. Pagenaud wurde Zweiter, Dixon Dritter. Graham Rahal, Ed Carpenter und Wilson lösten jeweils mit Unfällen in Kurve 8 Rotphasen aus. Im Gegensatz zu den ersten zwei Trainings, die unter trockenen Bedingungen am Freitag stattgefunden hatten, war die Strecke am Samstagmorgen zu Beginn des dritten Trainings feucht. Nach der ersten Hälfte war die Strecke soweit abgetrocknet, dass Slicks verwendet wurden. Das Training wurde nach Ausrutschern von Newgarden in Kurve 11 bzw. Hunter-Reay in Kurve 8 zwischenzeitlich unterbrochen. Dixon erzielte die schnellste Runde vor Hunter-Reay und Pagenaud.

### Qualifying
Der erste Abschnitt des Zeitentrainings wurde in zwei Gruppen ausgetragen. Die sechs schnellsten Piloten jeder Gruppe kamen ins zweite Segment. Die restlichen Startpositionen wurden aus dem Ergebnis des ersten Qualifyingabschnitts bestimmt, wobei den Fahrern der ersten Gruppe die ungeraden Positionen ab 13, und den Fahrern der zweiten Gruppe die geraden Positionen ab 14 zugewiesen wurden. In der ersten Gruppe fuhr Pagenaud die schnellste Runde, in der zweiten Gruppe war Franchitti der schnellste Pilot.
Im zweiten Segment der Qualifikation qualifizierten sich die sechs schnellsten Fahrer für den finalen Abschnitt. Wilson erzielte die schnellste Runde. Im letzten Abschnitt, dem so genannten Firestone Fast Six, sicherte sich Franchitti die 29. Pole-Position seiner Karriere vor Power, Wilson, Bourdais, Dixon und Tagliani. 1997 hatte Franchitti auf dieser Strecke, damals noch in der CART-Serie, seine erste Pole-Position in der höchsten Klasse des amerikanischen Formelsports geholt.
Aufgrund von vorzeitigen Motorenwechseln wurden Tagliani, James Hinchcliffe, James Jakes und Simona de Silvestro um zehn Positionen nach hinten versetzt.

### Abschlusstraining
Im Abschlusstraining am Sonntagmorgen kam es zu einer Unterbrechung, nachdem de Silvestro mit einem Reifen, der sich aus der Begrenzung gelöst hatte, kollidiert war. Dixon war der schnellste Fahrer vor Pagenaud und Mike Conway.

### Rennen
Beim Start zum Honda Indy Toronto behauptete Franchitti die Führung. Power verlor den zweiten Platz an Wilson. Es gelang ihm aber, zunächst Wilson und in der sechsten Runde auch Franchitti zu überholen und die Führung zu übernehmen. Kurz darauf schied Dixon mit einem Motorschaden aus und de Silvestro gab an der Box auf. Power führte in dieser Phase vor Franchitti, Wilson, Bourdais, Hunter-Reay, Pagenaud und Conway.
Ab der 13. Runde begannen die Boxenstopps. Dabei traf Tony Kanaan einen Reifen von Oriol Servià und erhielt eine Durchfahrtsstrafe, nach der er nicht mehr in den Top 20 lag. Nachdem es im Duell um Platz acht zwischen Charlie Kimball und Rahal beinahe zu einer Kollision gekommen war und durch ein Ausweichmanöver viele Positionen verloren hatte, fuhr Rahal in der ersten Kurve in die Mauer und löste die erste Gelbphase des Rennens aus.
Da die führenden Piloten zu diesem Zeitpunkt noch nicht an der Box gewesen waren, fielen sie nach ihrem Stopp ins Mittelfeld zurück. Pagenaud übernahm die Führung vor Hunter-Reay, Kanaan, Wilson und Briscoe. Kurz nach der Gelbphase gab Hinchcliffe mit einem Motorenproblem an der Box auf. Pagenaud gab im mittleren Renndrittel das Tempo an und kam in der 49. Runde zu seinem zweiten Boxenstopp. Er hatte zuvor 35 Runden mit einer Tankfüllung fahren können, weshalb unklar war, ob er ohne weiteren Stopp bis zum Rennende auskommen könnte. Hunter-Reay übernahm nun die Führung des Rennens.
In der Phase der zweiten Stopps kollidierte Power mit Newgarden. Power fuhr auf Newgarden auf und zerstörte sich dabei den Frontflügel und erlitt einen Plattfuß vorne links. Um Power in der Führungsrunde zu halten, wurden zunächst nur seine Reifen gewechselt. Allerdings gelang dies nicht, und Power kam ein weiteres Mal, diesmal zur Reparatur seiner Fahrzeugfront, an die Box. Neben Power war auch Franchitti, dessen erster Stopp nicht gut verlief, aus der Führungsrunde herausgefallen. In der 67. Runde gab schließlich auch Wilson mit Motorenproblemen an der Box auf.
Hunter-Reay führte nun das Rennen an und baute seinen Vorsprung aus, während Kanaan und Pagenaud dahinter liegend Sprit sparten, somit langsamer fuhren und die anderen Fahrer aufhielten. In der 72. Runde überholte Kimball, der auf dem vierten Platz lag und keinen Sprit sparen musste, in der dritten Kurve sowohl Pagenaud, als auch Kanaan und übernahm den zweiten Platz. Den fünften Platz übernahm fast zeitgleich Newgarden von Briscoe. Kanaan verlor schließlich weitere Plätze und fiel zwischenzeitlich bis auf den elften Platz zurück.
In der 79. Runde attackierte Newgarden Pagenaud in der dritten Kurve. Dabei missglückte sein Manöver und er blieb vor den Reifenstapeln in dieser Kurve stehen. Dieser Zwischenfall löste eine weitere Gelbphase aus. In dieser absolvierte Pagenaud einen kurzen Splash-And-Dash-Stop, um genügend Sprit für die letzten Runden zu haben. Pagenaud wurde zudem mit einer Strafe wegen Blockens belegt.
Beim Restart kam es zu chaotischen Verhältnissen. In Kurve 1 versuchten Conway und Bourdais ein Überholmanöver gegen Kimball. Dabei hatte Bourdais einen Kontakt, der ein Teilauslöser der nächsten Gelbphase war. In diesem Streckenabschnitt drehte sich auch Rubens Barrichello vor das Fahrzeug von Tagliani. Der zweite Auslöser der nächsten Gelbphase war eine Kollision zwischen Briscoe und Franchitti in Kurve 3. Briscoe wich einem Fahrzeug aus und beförderte Franchitti in die Mauer. In diesen Zwischenfall mitverwickelt waren Pagenaud, Marco Andretti und Carpenter. Die Strecke war an dieser Stelle zwischenzeitlich blockiert.
Das Rennen wurde unter gelben Flaggen beendet. Hunter-Reay gewann sein drittes Rennen in Folge. Er wurde damit zum ersten US-Amerikaner seit A. J. Allmendinger in der Champ-Car-Saison 2006, dem dies gelang. Auch Allmendinger erzielte den dritten Sieg in Toronto. Kimball wurde mit einem fehlerlosen Rennen Zweiter und erzielte damit seine bis dahin beste IndyCar-Platzierung überhaupt. Conway stand als Dritter zum ersten Mal auf dem Podest. Kanaan kam schließlich noch auf dem vierten Platz ins Ziel vor Servià. Die Top 10 komplettierten Hélio Castroneves, J. R. Hildebrand, Jakes, Takuma Satō und Tagliani. Jakes erzielte mit einem achten Platz ebenfalls das bis dahin beste IndyCar-Resultat seiner Karriere. Zudem machte Jakes im Rennen mit 16 Positionen die meisten Plätze gut.
In der Fahrerwertung übernahm Hunter-Reay die Führung mit einem Vorsprung von 34 Punkten auf Power. Hunter-Reay ist nach Sam Hornish jr. im Jahr 2006 der erste US-Amerikaner, der die IndyCar Series anführte. Castroneves übernahm den dritten Platz. Bei den Herstellern blieben die Positionen unverändert.
Nach dem Rennen wurde bei dem Fahrzeug von Conway ein zu großer Tank festgestellt. A. J. Foyt Enterprises wurde mit einer Geldstrafe von 15.000 US-Dollar belegt und dem Team wurden 10 Punkte abgezogen. Conway war von der Strafe nicht betroffen.

## Meldeliste
Alle Teams und Fahrer verwendeten das Chassis Dallara DW12 mit einem Aero-Kit von Dallara und Reifen von Firestone.
| Team                                   | Nr. | Fahrer              | Motor     |
| -------------------------------------- | --- | ------------------- | --------- |
| Team Penske                            | 02  | Ryan Briscoe        | Chevrolet |
| Team Penske                            | 03  | Hélio Castroneves   | Chevrolet |
| Team Penske                            | 12  | Will Power          | Chevrolet |
| Panther Racing                         | 04  | J. R. Hildebrand    | Chevrolet |
| KV Racing Technology                   | 05  | E. J. Viso          | Chevrolet |
| KV Racing Technology                   | 08  | Rubens Barrichello  | Chevrolet |
| Dragon Racing                          | 07  | Sébastien Bourdais  | Chevrolet |
| Target Chip Ganassi Racing             | 09  | Scott Dixon         | Honda     |
| Target Chip Ganassi Racing             | 10  | Dario Franchitti    | Honda     |
| KV Racing Technology w/SH              | 11  | Tony Kanaan         | Chevrolet |
| A. J. Foyt Enterprises                 | 14  | Mike Conway         | Honda     |
| Rahal Letterman Lanigan                | 15  | Takuma Satō         | Honda     |
| Dale Coyne Racing                      | 18  | Justin Wilson       | Honda     |
| Dale Coyne Racing                      | 19  | James Jakes         | Honda     |
| Ed Carpenter Racing                    | 20  | Ed Carpenter        | Chevrolet |
| Panther/Dreyer & Reinbold Racing       | 22  | Oriol Servià        | Chevrolet |
| Andretti Autosport                     | 26  | Marco Andretti      | Chevrolet |
| Andretti Autosport                     | 27  | James Hinchcliffe   | Chevrolet |
| Andretti Autosport                     | 28  | Ryan Hunter-Reay    | Chevrolet |
| Service Central Chip Ganassi Racing    | 38  | Graham Rahal        | Honda     |
| Sarah Fisher Hartman Racing            | 67  | Josef Newgarden     | Honda     |
| Schmidt Hamilton Motorsports           | 77  | Simon Pagenaud      | Honda     |
| Lotus-HVM Racing                       | 78  | Simona de Silvestro | Lotus     |
| Novo Nordisk Chip Ganassi Racing       | 83  | Charlie Kimball     | Honda     |
| Bryan Herta Autosport w/Curb-Agajanian | 98  | Alex Tagliani       | Honda     |

Quelle:

## Klassifikationen

### Qualifying
| Pos. | Fahrer              | Team                                   | Fahrzeug          | Gruppe 1  | Gruppe 2  | Top 12    | FF6       | Start |
| ---- | ------------------- | -------------------------------------- | ----------------- | --------- | --------- | --------- | --------- | ----- |
| 01   | Dario Franchitti    | Target Chip Ganassi Racing             | Dallara-Honda     | —         | 0:59,5274 | 0:59,4145 | 0:59,3510 | 01    |
| 02   | Will Power          | Team Penske                            | Dallara-Chevrolet | —         | 0:59,8620 | 0:59,2829 | 0:59,3757 | 02    |
| 03   | Justin Wilson       | Dale Coyne Racing                      | Dallara-Honda     | 0:59,5046 | —         | 0:59,0663 | 0:59,4506 | 03    |
| 04   | Sébastien Bourdais  | Dragon Racing                          | Dallara-Chevrolet | 0:59,9597 | —         | 0:59,3212 | 0:59,4721 | 04    |
| 05   | Scott Dixon         | Target Chip Ganassi Racing             | Dallara-Honda     | —         | 0:59,5724 | 0:59,1978 | 0:59,5140 | 05    |
| 06   | Alex Tagliani       | Bryan Herta Autosport w/Curb-Agajanian | Dallara-Honda     | —         | 0:59,6144 | 0:59,3554 | 0:59,5616 | 16    |
| 07   | Ryan Hunter-Reay    | Andretti Autosport                     | Dallara-Chevrolet | —         | 0:59,6816 | 0:59,4829 | —         | 06    |
| 08   | Hélio Castroneves   | Team Penske                            | Dallara-Chevrolet | 0:59,6649 | —         | 0:59,5476 | —         | 07    |
| 09   | James Hinchcliffe   | Andretti Autosport                     | Dallara-Chevrolet | —         | 0:59,8516 | 0:59,5958 | —         | 19    |
| 10   | Simon Pagenaud      | Schmidt Hamilton Motorsports           | Dallara-Honda     | 0:59,4684 | —         | 0:59,6650 | —         | 08    |
| 11   | Takuma Satō         | Rahal Letterman Lanigan                | Dallara-Honda     | 0:59,9572 | —         | 0:59,8197 | —         | 09    |
| 12   | Graham Rahal        | Service Central Chip Ganassi Racing    | Dallara-Honda     | 0:59,6279 | —         | 0:59,8966 | —         | 10    |
| 13   | Mike Conway         | A. J. Foyt Enterprises                 | Dallara-Honda     | 1:00,0718 | —         | —         | —         | 11    |
| 14   | Ryan Briscoe        | Team Penske                            | Dallara-Chevrolet | —         | 0:59,9888 | —         | —         | 12    |
| 15   | Charlie Kimball     | Novo Nordisk Chip Ganassi Racing       | Dallara-Honda     | 1:00,1557 | —         | —         | —         | 13    |
| 16   | Oriol Servià        | Panther/Dreyer & Reinbold Racing       | Dallara-Chevrolet | —         | 1:00,0004 | —         | —         | 14    |
| 17   | J. R. Hildebrand    | Panther Racing                         | Dallara-Chevrolet | 1:00,4508 | —         | —         | —         | 15    |
| 18   | Tony Kanaan         | KV Racing Technology w/SH              | Dallara-Chevrolet | —         | 1:00,1207 | —         | —         | 17    |
| 19   | James Jakes         | Dale Coyne Racing                      | Dallara-Honda     | 1:00,5440 | —         | —         | —         | 24    |
| 20   | Rubens Barrichello  | KV Racing Technology                   | Dallara-Chevrolet | —         | 1:00,2043 | —         | —         | 18    |
| 21   | Simona de Silvestro | Lotus-HVM Racing                       | Dallara-Lotus     | 1:00,6709 | —         | —         | —         | 25    |
| 22   | Josef Newgarden     | Sarah Fisher Hartman Racing            | Dallara-Honda     | —         | 1:00,2199 | —         | —         | 20    |
| 23   | Ed Carpenter        | Ed Carpenter Racing                    | Dallara-Chevrolet | 1:01,0333 | —         | —         | —         | 21    |
| 24   | Marco Andretti      | Andretti Autosport                     | Dallara-Chevrolet | —         | 1:00,6145 | —         | —         | 22    |
| 25   | E. J. Viso          | KV Racing Technology                   | Dallara-Chevrolet | —         | 1:02,5280 | —         | —         | 23    |

Anmerkungen
1. ↑  Alex Tagliani wurde aufgrund eines vorzeitigen Motorenwechsels um 10 Positionen nach hinten versetzt.
2. ↑  James Hinchcliffe wurde aufgrund eines vorzeitigen Motorenwechsels um 10 Positionen nach hinten versetzt.
3. ↑  James Jakes wurde aufgrund eines vorzeitigen Motorenwechsels um 10 Positionen nach hinten versetzt.
4. ↑  Simona de Silvestro wurde aufgrund eines vorzeitigen Motorenwechsels um 10 Positionen nach hinten versetzt.

Quellen: 

### Rennen
| Pos. | Fahrer              | Team                                   | Fahrzeug          | Runden | Zeit         | Start | Führungsrunden |
| ---- | ------------------- | -------------------------------------- | ----------------- | ------ | ------------ | ----- | -------------- |
| 01   | Ryan Hunter-Reay    | Andretti Autosport                     | Dallara-Chevrolet | 85     | 1:33:26,5096 | 06    | 36             |
| 02   | Charlie Kimball     | Novo Nordisk Chip Ganassi Racing       | Dallara-Honda     | 85     | + 0,0757     | 13    | 0              |
| 03   | Mike Conway         | A. J. Foyt Enterprises                 | Dallara-Honda     | 85     | + 0,2848     | 11    | 0              |
| 04   | Tony Kanaan         | KV Racing Technology w/SH              | Dallara-Chevrolet | 85     | + 1,6672     | 17    | 0              |
| 05   | Oriol Servià        | Panther/Dreyer & Reinbold Racing       | Dallara-Chevrolet | 85     | + 1,9128     | 14    | 0              |
| 06   | Hélio Castroneves   | Team Penske                            | Dallara-Chevrolet | 85     | + 2,4795     | 07    | 0              |
| 07   | J. R. Hildebrand    | Panther Racing                         | Dallara-Chevrolet | 85     | + 2,6233     | 15    | 01             |
| 08   | James Jakes         | Dale Coyne Racing                      | Dallara-Honda     | 85     | + 3,7294     | 24    | 0              |
| 09   | Takuma Satō         | Rahal Letterman Lanigan                | Dallara-Honda     | 85     | + 6,5633     | 09    | 0              |
| 10   | Alex Tagliani       | Bryan Herta Autosport w/Curb-Agajanian | Dallara-Honda     | 85     | + 9,9764     | 16    | 0              |
| 11   | Rubens Barrichello  | KV Racing Technology                   | Dallara-Chevrolet | 85     | + 11,4636    | 18    | 0              |
| 12   | Simon Pagenaud      | Schmidt Hamilton Motorsports           | Dallara-Honda     | 85     | + 43,8734    | 08    | 23             |
| 13   | Josef Newgarden     | Sarah Fisher Hartman Racing            | Dallara-Honda     | 84     | + 1 Runde    | 20    | 0              |
| 14   | Sébastien Bourdais  | Dragon Racing                          | Dallara-Chevrolet | 84     | + 1 Runde    | 04    | 0              |
| 15   | Will Power          | Team Penske                            | Dallara-Chevrolet | 84     | + 1 Runde    | 02    | 20             |
| 16   | Marco Andretti      | Andretti Autosport                     | Dallara-Chevrolet | 84     | + 1 Runde    | 22    | 0              |
| 17   | Dario Franchitti    | Target Chip Ganassi Racing             | Dallara-Honda     | 84     | + 1 Runde    | 01    | 05             |
| 18   | Ed Carpenter        | Ed Carpenter Racing                    | Dallara-Chevrolet | 84     | + 1 Runde    | 21    | 0              |
| 19   | Ryan Briscoe        | Team Penske                            | Dallara-Chevrolet | 83     | + 2 Runden   | 12    | 0              |
| 20   | E. J. Viso          | KV Racing Technology                   | Dallara-Chevrolet | 81     | + 4 Runden   | 23    | 0              |
| 21   | Justin Wilson       | Dale Coyne Racing                      | Dallara-Honda     | 67     | DNF          | 03    | 0              |
| 22   | James Hinchcliffe   | Andretti Autosport                     | Dallara-Chevrolet | 28     | DNF          | 19    | 0              |
| 23   | Graham Rahal        | Service Central Chip Ganassi Racing    | Dallara-Honda     | 23     | DNF          | 10    | 0              |
| 24   | Simona de Silvestro | Lotus-HVM Racing                       | Dallara-Lotus     | 09     | DNF          | 25    | 0              |
| 25   | Scott Dixon         | Target Chip Ganassi Racing             | Dallara-Honda     | 07     | DNF          | 05    | 0              |

Quellen: 

#### Führungsabschnitte
| Abschnitt | Runden | Fahrer           |
| --------- | ------ | ---------------- |
| 1         | 1–5    | Dario Franchitti |
| 2         | 6–25   | Will Power       |
| 3         | 26–48  | Simon Pagenaud   |
| 4         | 49–55  | Ryan Hunter-Reay |
| 5         | 56     | J. R. Hildebrand |
| 6         | 57–85  | Ryan Hunter-Reay |

Quellen: 

#### Gelbphasen
| Nr. | Dauer | Runden | Grund für Gelbphase |
| --- | ----- | ------ | --- |
| 1   | 24–27 | 4      | Kontakt: Graham Rahal (#38) in Kurve 1 |
| 2   | 80–81 | 2      | Kontakt: Josef Newgarden (#67) in Kurve 3 |
| 3   | 83–84 | 2      | Kontakt: Sébastien Bourdais (#7) in Kurve 1, Ryan Briscoe (#2), Dario Franchitti (#10), Ed Carpenter (#20), Marco Andretti (#26) und Simon Pagenaud (#77) in Kurve 3 |

Quellen: 

## Punktestände nach dem Rennen

### Fahrerwertung
Die Punktevergabe wird hier erläutert.
| Pos. | Fahrer            | Punkte |
| ---- | ----------------- | ------ |
| 01.  | Ryan Hunter-Reay  | 335    |
| 02.  | Will Power        | 301    |
| 03.  | Hélio Castroneves | 289    |
| 04.  | Scott Dixon       | 281    |
| 05.  | James Hinchcliffe | 268    |
| 06.  | Tony Kanaan       | 267    |
| 07.  | Simon Pagenaud    | 264    |
| 08.  | Dario Franchitti  | 230    |
| 09.  | Ryan Briscoe      | 217    |
| 10.  | Oriol Servià      | 215    |
| 11.  | Graham Rahal      | 205    |

| Pos. | Fahrer             | Punkte |
| ---- | ------------------ | ------ |
| 12.  | Charlie Kimball    | 204    |
| 13.  | Justin Wilson      | 200    |
| 14.  | J. R. Hildebrand   | 199    |
| 15.  | Marco Andretti     | 187    |
| 16.  | Rubens Barrichello | 183    |
| 17.  | Takuma Satō        | 176    |
| 18.  | Mike Conway        | 172    |
| 19.  | E. J. Viso         | 172    |
| 20.  | Ed Carpenter       | 163    |
| 21.  | Alex Tagliani      | 162    |
| 22.  | James Jakes        | 162    |

| Pos. | Fahrer              | Punkte |
| ---- | ------------------- | ------ |
| 23.  | Josef Newgarden     | 143    |
| 24.  | Simona de Silvestro | 123    |
| 25.  | Katherine Legge     | 103    |
| 26.  | Sébastien Bourdais  | 102    |
| 27.  | Ana Beatriz         | 28     |
| 28.  | Townsend Bell       | 26     |
| 29.  | Michel Jourdain jr. | 16     |
| 30.  | Sebastian Saavedra  | 14     |
| 31.  | Bryan Clauson       | 13     |
| 32.  | Wade Cunningham     | 13     |
| 33.  | Jean Alesi          | 13     |

### Herstellerwertung
| Pos. | Hersteller | Punkte |
| ---- | ---------- | ------ |
| 1.   | Chevrolet  | 81     |
| 2.   | Honda      | 69     |
| 3.   | Lotus      | 40     |